# Tiffany Sornpao
Tiffany Darunee Sornpao, née le 22 mai 1998 aux États-Unis à Duluth (Géorgie), est une joueuse thaïlandaise de football évoluant au poste de gardien de but. Elle joue en faveur des Owls de Kennesaw State et de l'équipe nationale thaïlandaise.

## Biographie
Sornpao fait partie des 23 joueuses thaïlandaises retenues afin de participer à la Coupe du monde 2019 organisée en France.